# Mary (2005)
Mary ist ein US-amerikanisch-italienisch-französisches Filmdrama aus dem Jahr 2005. Regie führte Abel Ferrara, der auch das Drehbuch mitschrieb.

## Handlung
Der Fernsehmoderator Ted Younger bereitet eine Reihe von Sendungen vor, die dem Leben Jesu gewidmet sind. Seine schwangere Ehefrau Elizabeth steht kurz vor der Geburt ihres Kindes, während der Komplikationen drohen. Younger lädt zu seiner Show den Filmstar und Regisseur Tony Childress ein, dessen umstrittener Film This Is My Blood (er selbst spielt Jesus) gerade veröffentlicht wurde. Das Auto, mit dem die Männer fahren, wird von strenggläubigen Menschen angegriffen. Der Moderator hat eine Affäre mit Childress’ Assistentin Gretchen Mol (Name einer Schauspielerin aus einem von Ferraras früheren Filmen). Seine Realität gerät ins Wanken, er erlebt einen Zusammenbruch und erkennt, dass er bisher in einer Scheinwelt gelebt hat.
Der arrogante Regisseur Childress sieht sein Opus magnum, aus dem immer wieder Sequenzen eingeblendet werden, durch die fundamentalistischen Proteste gefährdet und steigert sich in eine Wahnwelt hinein.
Die Hauptdarstellerin des Films This Is My Blood Marie Palesi reist nach Jerusalem, weil sie nach dem Ende der Dreharbeiten aus ihrer Rolle der Maria Magdalena nicht mehr in ihre alte Welt als Schauspielerin zurückfindet. Auch ihr Leben ist (durch die Begegnung mit dem Land und dem Filmstoff) komplett umgekrempelt. Sie überlebt unverletzt einen Anschlag. Younger ruft sie an, doch sie hat kein Interesse an einem Auftritt in seiner Show. Er telefoniert mehrmals mit ihr, wohl aus dem irrationalen Gefühl heraus, dass sie ihm irgendwie helfen könne. Die Schlussszene zeigt sie am See Genezareth. Es ist nicht klar, ob es sich um eine Szene aus Childress’ Film oder um die Gegenwart handelt.

## Kritiken
Ray Bennett schrieb in der Zeitschrift The Hollywood Reporter vom 29. September 2005, der „finstere“ und zu vergessende religiöse Film sei nicht überzeugend. Die Darstellungen von Forest Whitaker und Heather Graham seien professionell; Juliette Binoche wisse mit ihrer Rolle nichts anzufangen.
Leslie Felperin schrieb in der Zeitschrift Variety vom 19. September 2005, der Film sei nicht so herausragend wie Bad Lieutenant, aber auch nicht so ein „Blindgänger“ wie New Rose Hotel. Die Beleuchtung und die Filmmusik würden ihn zum „spirituellen Horror, ohne Teufel, Monster oder sonstigen bad guy, aber voll bedrängender Angst“ machen; zum Ende würde er melodramatisch.
Nana A. T. Rebhan sieht auf der Webseite von Arte das Hauptproblem des Films darin, dass er in unverbundene Einzelteile zerfalle, was die Aufmerksamkeit des Zuschauers auf eine Probe stelle.
Ekkehard Knörer meinte in der Taz am 19. Oktober 2006, Buch und Regie schienen, als würden sie kaum wissen, „was sie wollen oder tun“. Doch durchweg grandios fotografiert sei der Film, und für manch einen Kinogänger faszinierend und irritierend, irgendwo zwischen „intentional offener Bedeutungsstruktur“ und „unstrukturiertem Wirrwarr“ anzusiedeln.
Lukas Foerster schreibt auf critic.de, Ferrara konfrontiere seine Helden mit den Abgründen der eigenen Existenz, die filmische Form unterscheide nicht zwischen subjektiven und objektiven Bildern. Geblieben sei der metaphysische Anspruch, nicht immer sei erkennbar, was an Mary filmästhetisch durchdachtes Konzept sei und was kreatives Chaos. Doch das konsequente, kraftvolle Finale spräche dafür, dass die Regie auch im Rest des Werkes genau wisse, was sie tue.

## Auszeichnungen
Abel Ferrara erhielt im Jahr 2005 vier Auszeichnungen der Internationalen Filmfestspiele von Venedig (Grand Special Jury Prize, Mimmo Rotella Foundation Award, SIGNIS Award, Sergio Trasatti Award) und wurde für den Goldenen Löwen nominiert.

## Hintergründe
Der Film wurde in New York City, in Rom, in Matera (Basilikata) und in Jerusalem gedreht. Seine Weltpremiere fand am 6. September 2005 auf den Internationalen Filmfestspielen von Venedig statt. Am 11. September 2005 wurde er auf dem Toronto International Film Festival vorgeführt, dem das Festival Internacional de Cine de Donostia-San Sebastián und einige andere Filmfestivals folgten.